# This Is Not
"This is Not" - piosenka industrial metalowej grupy Static-X. Jest to piąty utwór oraz drugi singel z drugiego albumu grupy, Machine. W teledysku przedstawiona jest grupa wykonująca piosenkę na żywo, podstawiono do tego studyjną wersję utworu. Piosenka ta została użyta w Shaun Palmer's Pro Snowboarder.